# Trzcianka (ville)
Pour les articles homonymes, voir Trzcianka.
Trzcianka (prononciation : [ˈtʂt͡ɕaŋka], en allemand : Schönlanke) est une ville de Pologne, située dans la voïvodie de Grande-Pologne. Elle est le chef-lieu de la gmina de Trzcianka, dans le powiat de Czarnków-Trzcianka.
Elle se situe à 17 kilomètres au nord-ouest de Czarnków (siège du powiat) et à 76 kilomètres au nord-ouest de Poznań (capitale régionale).
La ville possède une population de 16 854 habitants en 2008.

## Géographie

Plan de la ville.

Trzcianka est située sur la Schonlanke Mühlenfließ, à 8 km à l'Ouest de la Noteć (Netze en allemand) et à 22 km au Sud-Ouest de Piła (Schneidemühl), dans le powiat de Czarnków-Trzcianka, au Nord-Est de la voïvodie de Grande-Pologne. Elle appartient à la communauté mixte (gmina miejsko-wiejska) de Trzcianka. Poznań est située à 95 km et Gorzow Wielkopolski à 110 km.
Le code de la ville dans le registre territorial polonais est 4303802074. Trzcianka appartient à la zone Est (UTC+1).

## Histoire

### Le village polonais (1245-1772)
La première mention de Trzcianka se retrouve dans un document datant de 1245. Cette année-là, le roi polonais Boleslas V le Pudique donne à Sedziwoj de Czarnków les terres de la vallée de la rivière Notec. Celles-ci comprenaient trois colonies de peuplement : Biala, Gulcz et Rozdróżka. Ce dernier village était probablement situé à l'emplacement actuel de Trzcianka, sur la route allant de Poznań à Kołobrzeg.
Le site n'a pas été occupé de façon continue jusqu'à nos jours. La première preuve documentaire de l'existence de Schönlanke remonte au XVIe siècle, lorsqu'elle hypothéquée, en 1565, par les seigneurs de Czarnków (en allemand : Czarnikau) et Człopa (allemand : Schloppe) au voïvode de Rawa. En 1581, le village est la propriété d'Hedwig Charnkowska et, en 1586, mention est faite d'un village nouvellement fondé, qui devient ensuite une place de marché. Le nom du village devient Trzciana Łąka, changé en Trzcionka au XVIIe siècle. C'est à cette époque que la ville enregistre une croissance importante, qui se traduit par l'obtention, en 1761, du privilège de tenir quatre foires annuelles, accordé par Michael Ier. Trzcianka, décrite à partir de 1679 comme une petite ville, est élevée au rang de ville le 3 mars 1731, par August II, avec les droits de Magdebourg. À partir de cette année, elle va porter le nom de Schönlanke, qui est une dérivation phonétique de l'ancien nom Trzciana Łąka.
Le tissage est le principal moteur du développement économique de la ville. La guilde des drapiers obtient son privilège en 1679. Entre 1738 et 1755, la ville est la propriété de Stanisław Poniatowski (le père du dernier roi polonais). Elle est agrandie en 1762, avec la création d'un nouveau quartier. En 1764, une seconde teinturerie est construite.

### La ville allemande (1772-1945)
Lors de la première partition de la Pologne, en 1772, Schönlanke revient au royaume de Prusse. En 1773, Schönlanke comptait 216 drapiers, et la ville était le centre d'un réseau de draperies. Elle devient une paroisse en 1775, avec la construction d'une église protestante.
Entre 1807 et 1815, la ville fait partie du duché de Varsovie et, après la dissolution de ce dernier, elle retourne sous la souveraineté de la Prusse. Le premier tiers du XIXe siècle voit un recul de l'industrie du tissage. Alors qu'en 1816, plus de 200 métiers à tisser étaient en activité, la plupart avaient disparu en 1822, sous l'influence des tarifs punitifs imposés par la Russie aux importations de textiles. Le maintien des méthodes traditionnelles, imposé par la guilde, contribue également à la chute de la production, concurrencée par les métiers mécaniques des régions occidentales du pays. La ville s'appauvrit, et de nombreux maîtres drapiers émigrent dans des villes comme Łódź, russe à l'époque, ou Kiev. En 1888, la guilde des drapiers et tisserands de Schönlanke décide sa dissolution.
À cette époque, les offices forestiers de Schönlanke et Behle, chargés de la gestion des grandes forêts fiscales des environs, ont leur siège à Schölanke.
Après la destruction de l'église protestante par un incendie en 1829, une nouvelle église, de plan classique, est reconstruite sur la place du marché, entre 1843 et 1847. La reconstruction est largement financée par Frédéric-Guillaume IV.
L'inauguration, en 1851, du chemin de fer de l'Est va relancer le développement économique de la ville. Celle-ci fait partie de l'Allemagne à partir de 1871. En 1879, Schönlanke devient siège d'un tribunal de district. L'année 1883 voit l'inauguration de la synagogue, construite par la communauté juive. Entre 1914 et 1916, c'est au tour de l'église catholique d'être rénovée dans un style néo-baroque.
La richesse forestière conduit à l'installation dans la ville d'entreprises de menuiserie. Durant la Première Guerre mondiale, sept scieries sont en activité à Schönlanke, ainsi qu'un nombre équivalent de fabriques de cigares et de cigarettes.
Pendant la première insurrection polonaise contre les occupants, dirigée par Wojciech Korfanty, des combats se déroulent en 1919 près de la ville, dont la milice soutient les garde-frontière allemands. Le traité de Versailles de 1919 attribue la ville au Reich, en raison de la prédominance de la population allemande. Schönlanke, qui appartenait depuis 1818 au district de Czarnikau, devient, en 1920, le siège du district nouvellement créé de Netze.
L'ultimatum allemand à la Pologne, lancé le 30 août 1939, indique Schönlanke comme extrémité Ouest du corridor polonais, pour lequel les Allemands demandent la tenue d'un référendum. Les troupes soviétiques, progressant de l'Est en direction de Berlin, entrent dans Schönlanke le 27 janvier 1945. Après la fin des combats, la ville est pillée et partiellement incendiée par l'Armée rouge. Une partie du marché, dont l'église évangélique, la grand-rue et le faubourg Sud sont détruits.

### Dans la Pologne moderne (1945- )
Après la fin de la Seconde Guerre mondiale, la ville redevient polonaise et est nommée Trzcianka. Sa population est expulsée vers l'Allemagne et remplacée par des colons polonais. En 1964, l'église évangélique du marché est démolie. Jusqu'en 1975, Trzcianka est le siège d'un powiat. De 1975 à 1998, la ville est rattachée à la voïvodie de Piła. Depuis 1999, Trzcianka appartient à la voïvodie de Grande-Pologne et au comté de Czarnków-Trzcianka.

## Démographie
Au 30 juin 2008, la population s'élevait à 16 854 habitants.
| 1773  | 1905  | 1939  | 2004   | 2006   | 2007   | 2008   |
| ----- | ----- | ----- | ------ | ------ | ------ | ------ |
| 2 071 | 7 304 | 9 429 | 16 776 | 16 756 | 17 131 | 16 854 |

## Économie
Trzcianka est un important centre industriel et de services desservant des zones très éloignées de la ville. Celle-ci dispose de nombreuses infrastructures, notamment une station d'épuration municipale d'une capacité de 4 000 m3. La ville abrite des entreprises commerciales, des filiales et des succursales des banques, des assurances et des sociétés de leasing. Il y a également quelques grands magasins. L'industrie forestière reste encore importante.

## Transports
Trzcianka est accessible par les routes provinciales DW 178 Wałcz - Oborniki (Nord-Sud) et DW 180 Piła - Kocień Wielki (Est-Ouest). Elle se trouve sur la ligne de chemin de fer PKP 203 (Est-Ouest), de Kostrzyn nad Odrą à Tczew. Des liaisons ferroviaires directes sont assurées avec Varsovie, Lublin, Szczecin, Gorzow Wielkopolski, Bydgoszcz, Torun, Kutno et Chojnice. L'aérodrome le plus proche est celui de Szczytno, à 13 km au Nord.

## Nature
Le parc du palais, datant de la première moitié du XVIIIe siècle, couvre une superficie de 6,5 hectares. Il est situé rue Tetmajer. À côté d'un obélisque commémorant le 250e anniversaire des privilèges urbains, on peut voir un platane commun dont le tronc a une circonférence de 3,5 m. Trzcianka est située sur trois lacs, le lac Sarcz, le lac Long (Logo) et le lac Okuni, et la rivière Trzcinica. Elle est entourée de nombreuses forêts, qui occupent environ 75 % de la superficie de la municipalité. Dans la ville, il y a des gisements de lignite. Près du village de Kotuń, on trouve des sources d'eaux géothermales.

## Éducation
Trzcianka possède trois écoles primaires : l'école primaire no 2 W. Broniewsky, l'école primaire no 3 M. Kopernik, et l'école primaire et collège catholique Sœur Faustine Kowalska. Il y a également deux collèges : le collège n ° 1 Jules-Slowacki et le collège no 2 Ziemi-Trzcianeckiej. L'offre éducative est complétée par le lycée S. Staszic, le groupe scolaire H. Sienkiewicz et le groupe scolaire technique. Le seul établissement supérieur est l'annexe de Trzcianka de la faculté de sciences humaines et économiques de Łodz.

## Culture
Trzcianka compte de nombreuses institutions culturelles et éducatives.
La Maison de la culture de Trzcianka organise de nombreux projets culturels, parmi lesquels le Concours national de photographie "Portrait", les Journées de Trzcianka, la Nuit de la Saint Jean, le Festival municipal des récoltes, le festival cinématographique" Wampiriada" et la manifestation "Grande Peinture". La Maison des jeunes et de la culture organise des activités durant le temps libre des enfants et des adolescents. De nombreuses œuvres vocales et artistiques y sont données, et la MJC abrite des compétitions telles que le Festival national "Śpiewolandia".
Trzcianka abrite la Bibliothèque publique municipale et de communauté. Celle-ci a accueilli le Quatuor Fonica le vendredi 23 janvier 2009, à l'occasion du concert du Nouvel an. Il y a aussi la bibliothèque paroissiale, une salle de cinéma, le musée de la Terre Victor-Stachowiak, rue Zeromski, qui présente simultanément cinq expositions permanentes : "Jadis à Trzcianka", "Dans la vieille école", "Le passé de Trzcianka à la loupe", "Les Chemins de Trzcianka" et "Le musée-galerie". Il organise plusieurs événements, dont le plus original est un pique-nique muséographique.

## Monuments
L'église néo-baroque Saint-Jean-Baptiste est construite de 1914 à 1916. Elle comporte trois nefs et un clocher latéral. L'autel principal, de style baroque, date de la première moitié du XVIIIe siècle. Deux autels latéraux rococo remontent à la fin du XVIIIe siècle. Au centre de l'autel principal, on peut voir une peinture néo-baroque de saint Jean-Baptiste, de la fin du XIXe siècle. Dans la nef, l'un des piliers porte la statue, de style baroque tardif, du Christ-Roi. Sur l'autel latéral gauche, il y a un tableau représentant Notre Dame et saint Hyacinthe de Cracovie.
La chapelle de la Passion de Notre-Dame, de 1811, se trouve rue Grunwald et a été construite en l'honneur de l'arrivée des troupes de Napoléon. Une maison de 1777 est visible rue Eliza Orzeszkowa. Le bâtiment de la mairie, rue W. Sikorski, date de 1854 et a été agrandi en 1908.
L'édifice du groupe scolaire H. Sienkiewicz a été construit en 1913-1915 pour servir d'école populaire évangélique. La poste est une construction néo-gothique de 1893. Des maisons de la fin du XVIIIe siècle et du XIXe siècle, reconstruites, sont visibles rue Mochnacky. L'ancien bain rituel juif, de la même époque, se trouve 6 rue Veit Stoss.
Le siège du musée régional, de style classique de la fin du XVIIIe siècle et du XIXe siècle, est rue Żeromsky. Dans cette même rue, on peut aussi voir des maisons de la première moitié du XIXe siècle.
La ville possède également un monument dédié au pape Jean-Paul II.

## Religion

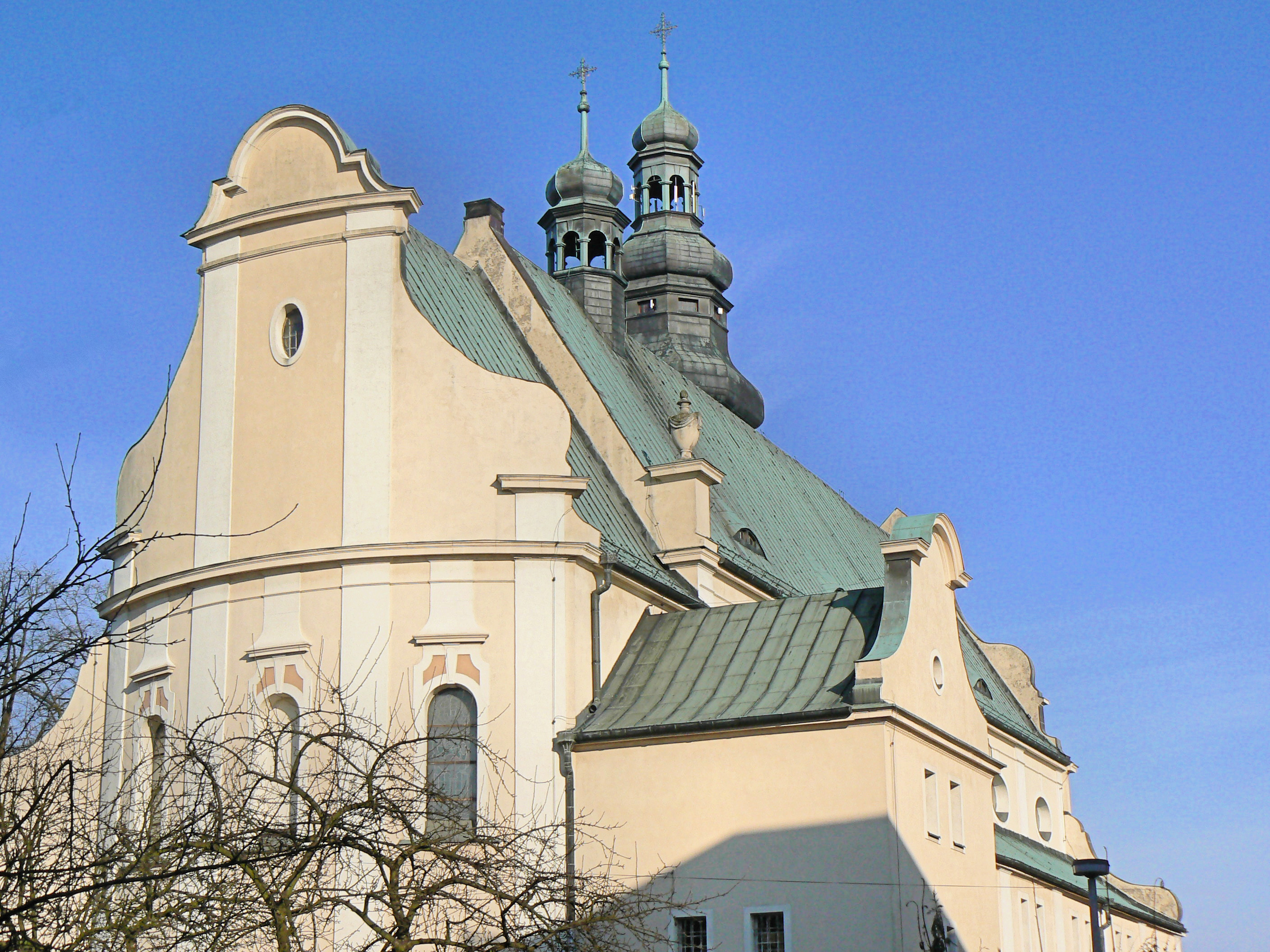
Arrière de l'église Saint-Jean-Baptiste

Trzcianka compte de nombreuses églises et associations religieuses. L'église catholique romaine possède deux églises paroissiales, l'église Saint-Jean-Baptiste, 39 rue Żeromsky, et l'église Notre-Dame de la Salette, 5 rue Witosa. L'église luthérienne de Pologne assure un culte des familles rue Gorzow. L'église pentecôtiste de Trzcianka est 27 rue du 27 janvier.

## Jumelages
Trzcianka est jumelée avec les villes suivantes :
| Ville | Ville              | Pays | Pays        | Période                     |
| ----- | ------------------ | ---- | ----------- | --------------------------- |
|       | Berwick-upon-Tweed |      | Royaume-Uni | depuis 1997                 |
|       | Duszniki-Zdrój     |      | Pologne     | depuis le 28 septembre 2005 |
|       | Husum              |      | Allemagne   | depuis le 2 mars 1997       |
|       | Lehrte,            |      | Allemagne   | depuis 1996                 |
|       | Tomachpil          |      | Ukraine     | depuis août 2010            |

La municipalité appartient à l'Association des villes polonaises.

## Personnalités liées à la commune
Le poète et hédoniste Karl Vanselow (1877 - 1959), surnommée le « vrai troubadour », naît à Schönlanke en 1877. Il y demeure de 1914 à 1945, et y écrit une grande partie de son œuvre poétique en allemand. Après 1945, il s'enfuit à Berlin, où il participe au cercle patriotique de Schönlanke.
Trzcianka est aussi la ville natale de :
- Andrzej Aumiller, député ;
- Alfred Jante (1908-1985), professeur de classes supérieures en technique des poids-lourds ;
- Gerhard Stöck (1910–1985), champion olympique.